# مطار سيمفروبول الدولي
مطار سيمفروبول الدولي ((الروسية: Международный аэропорт "Симферополь")، (بالأوكرانية: Міжнародний аеропорт "Сімферополь")) (إياتا: SIP، إيكاو: UKFF)، هو مطار دولي في سيمفروبول عاصمة جمهورية القرم (بحكم الأمر الواقع).
تم بناء المطار سنة 1936، وهو يضم اليوم محطة واحدة للرحلات الدولية ومحطة واحدة خاصة بالرحلات الداخلية، على الرغم من أن المطار لا يستقبل رحلات دولية، نظرًا لأن جميع الدول المتقدمة في عام 2014 أعلنت أن قرار ضم الاتحاد الروسي للقرم غير قانوني.
في 14 مايو 2015، صوّت المجلس الأعلى الأوكراني، الذي بحكم الواقع ليست له أية سلطة على المطار، على إعادة تسمية المطار إلى مطار أميت خان سلطان الدولي في ذكرى وفاة أميت خان سلطان (هناك مطار آخر سمي على اسم أميت خان سلطان وهو مطار محج قلعة الدولي في ماخاتشكالا، روسيا.). ومع ذلك، في عام 2018، صوت المواطنون الروس لصالح تسمية المطار على اسم الرسام إيفان إيفازوفسكي.
منذ ضم الاتحاد الروسي لشبه جزيرة القرم في عام 2014، لا يُستخدم المطار إلا للرحلات الجوية من وإلى المطارات الروسية.

## الوجهات وشركات الطيران

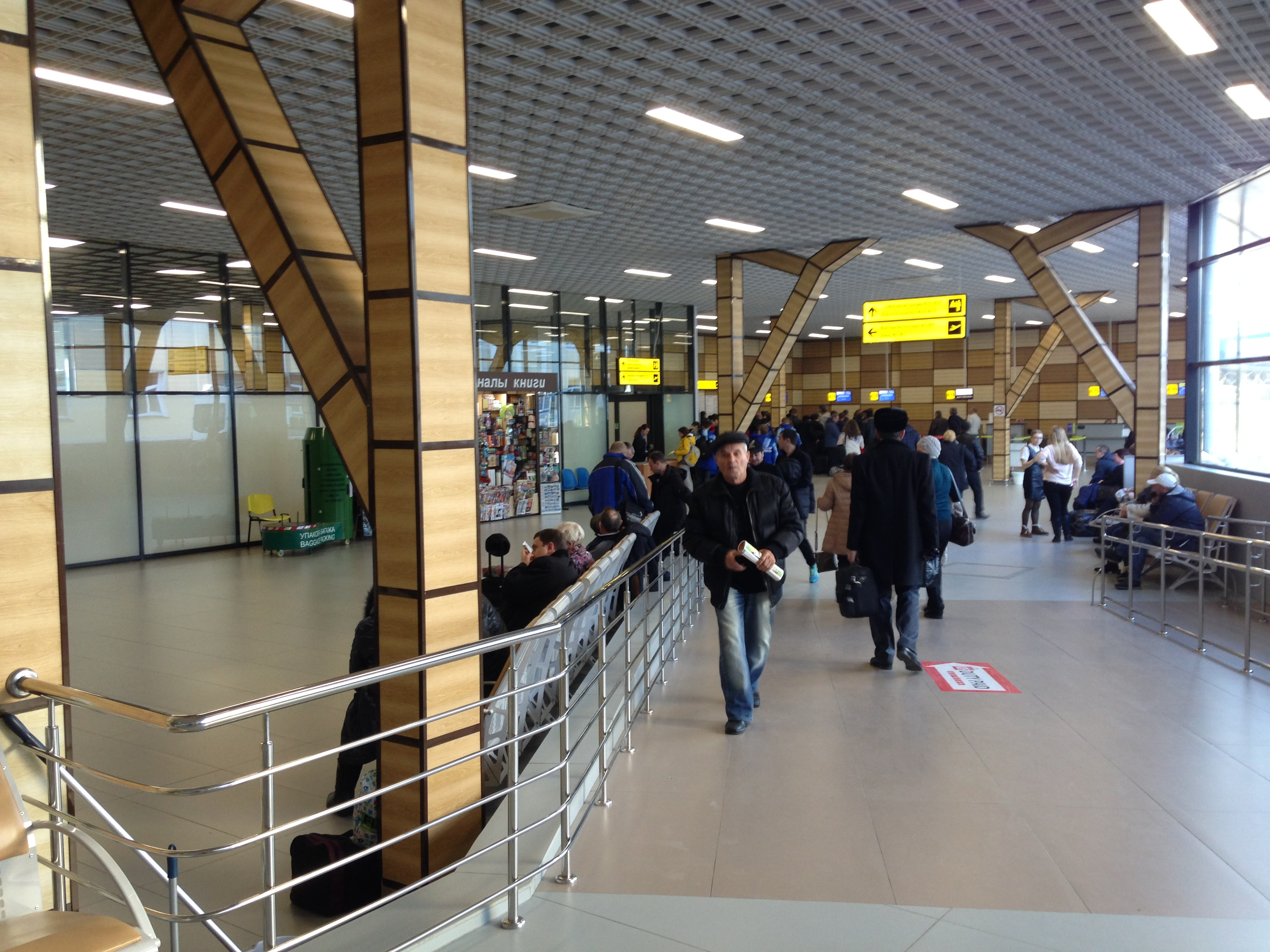
صورة من داخل المطار بعد إعادة البناء

صورة من الأعلى للمطار (2012)

اعتبارًا من 24 فبراير 2022 علقت جميع الرحلات الجوية بسبب الغزو الروسي لأوكرانيا 2022.
| شركـات طيـران         | الوجهات |
| --------------------- | --- |
| إيروفلوت              | مطار يميلانو الدولي، مطار شيريميتييفو الدولي موسمي: Krasnodar |
| Alrosa                | موسمي: مطار نوفوسيبيرسك، Ufa |
| Azimuth               | Elista، Krasnodar، Mineralnye Vody، Rostov-on-Don |
| Ikar                  | موسمي: مطار بيلغورود، Cheboksary، Kirov، مطار يميلانو الدولي، Magnitogorsk، مطار نوفوسيبيرسك، Ulyanovsk–Baratayevka، Volgograd |
| IrAero                | Saratov |
| Izhavia               | موسمي: Cheboksary، Kirov، Nizhnekamsk، Penza |
| Kosmos Airlines       | موسمي: Novokuznetsk، Tomsk |
| Kostroma Avia         | موسمي: Kostroma، Voronezh |
| Nordwind Airlines     | موسمي: Magnitogorsk، Ufa |
| Red Wings Airlines    | مطار دوموديدوفو الدولي، مطار بولكوفو موسمي: Omsk، Tomsk، Tyumen، Ufa |
| RusLine               | Voronezh موسمي: Kursk، Penza، Ulyanovsk–Baratayevka، Volgograd |
| خطوط إس سفن           | Irkutsk، مطار دوموديدوفو الدولي، مطار نوفوسيبيرسك موسمي: Ivanovo، Kurgan، Lipetsk |
| Severstal Air Company | موسمي: Cherepovets، Petrozavodsk |
| Smartavia             | موسمي: Arkhangelsk، Cheboksary، مطار دوموديدوفو الدولي، Syktyvkar، Ufa، Volgograd، Voronezh |
| خطوط أورال الجوية     | مطار بيلغورود، Kazan، Kemerovo، Kirov، Krasnodar، مطار يميلانو الدولي، Magnitogorsk، مطار دوموديدوفو الدولي، مطار شيريميتييفو الدولي، Murmansk، Nizhnevartovsk، Nizhny Novgorod، Omsk، مطار بولكوفو، مطار كوروموخ الدولي، مطار كولتسوفو الدولي موسمي: Chelyabinsk، مطار جوكوفسكي الدولي، Rostov-on-Don |
| UVT Aero              | Bugulma موسمي: Ufa |
| Yakutia Airlines      | موسمي: Irkutsk، Krasnodar، Mineralnye Vody، مطار فنوكوفو الدولي، Yakutsk |
| Yamal Airlines        | Tyumen موسمي: Kursk، مطار دوموديدوفو الدولي، Nizhnevartovsk، Omsk، Surgut |

## إحصائيات

### حركة المسافرين
| السنة | عدد المسافرين | % التغير |
| ----- | ------------- | -------- |
| 2009  | 751,000       | ▼ 12.2%  |
| 2010  | 845,000       | ▲ 12%    |
| 2011  | 964,000       | ▲ 14.9%  |
| 2012  | 1,114,000     | ▲ 15.6%  |
| 2013  | 1,204,000     | ▲ 8.9%   |
| 2014  | 2,800,000     | ▲ 133%   |
| 2015  | 5,017,758     | ▲ 79%    |
| 2016  | 5,201,690     | ▲ 3.7%   |
| 2017  | 5,128,738     | ▼ 1.4%   |
| 2018  | 5,146,095     | ▲ 0.3%   |